# Кушвинський міський округ
Ку́швинський міський округ (рос. Кушвинский городской округ) — адміністративна одиниця Свердловської області Російської Федерації.
Адміністративний центр — місто Кушва.

## Населення
Населення міського округу становить 38087 осіб (2018; 40796 у 2010, 48316 у 2002).

## Склад
До складу міського округу входять 13 населених пунктів:
| Населений пункт           | Населення, осіб (2002) | Населення, осіб (2010) |
| ------------------------- | ---------------------- | ---------------------- |
| Азіатська, селище         | 1062                   | 859                    |
| Баранчинський, селище     | 11153                  | 9461                   |
| Борова, присілок          | 47                     | 41                     |
| Валуєвський, селище       | 33                     | 4                      |
| Верхня Баранча, селище    | 130                    | 75                     |
| Кедровка, присілок        | 103                    | 25                     |
| Кушва, місто              | 35555                  | 30167                  |
| Молочна, присілок         | 12                     | 4                      |
| Мостова, присілок         | 102                    | 71                     |
| Оруліха, селище           | 65                     | 60                     |
| Соф'янка, селище          | 15                     | 0                      |
| Хребет-Уральський, селище | 37                     | 21                     |
| Чекмень, селище           | 2                      | 8                      |

## Найбільші населені пункти
| № | Населений пункт | Населення, осіб (2002) | Населення, осіб (2010) |
| - | --------------- | ---------------------- | ---------------------- |
| 1 | Кушва           | 35 555                 | 30 167                 |
| 2 | Баранчинський   | 11 153                 | 9 461                  |